# Vescovo d'Islanda

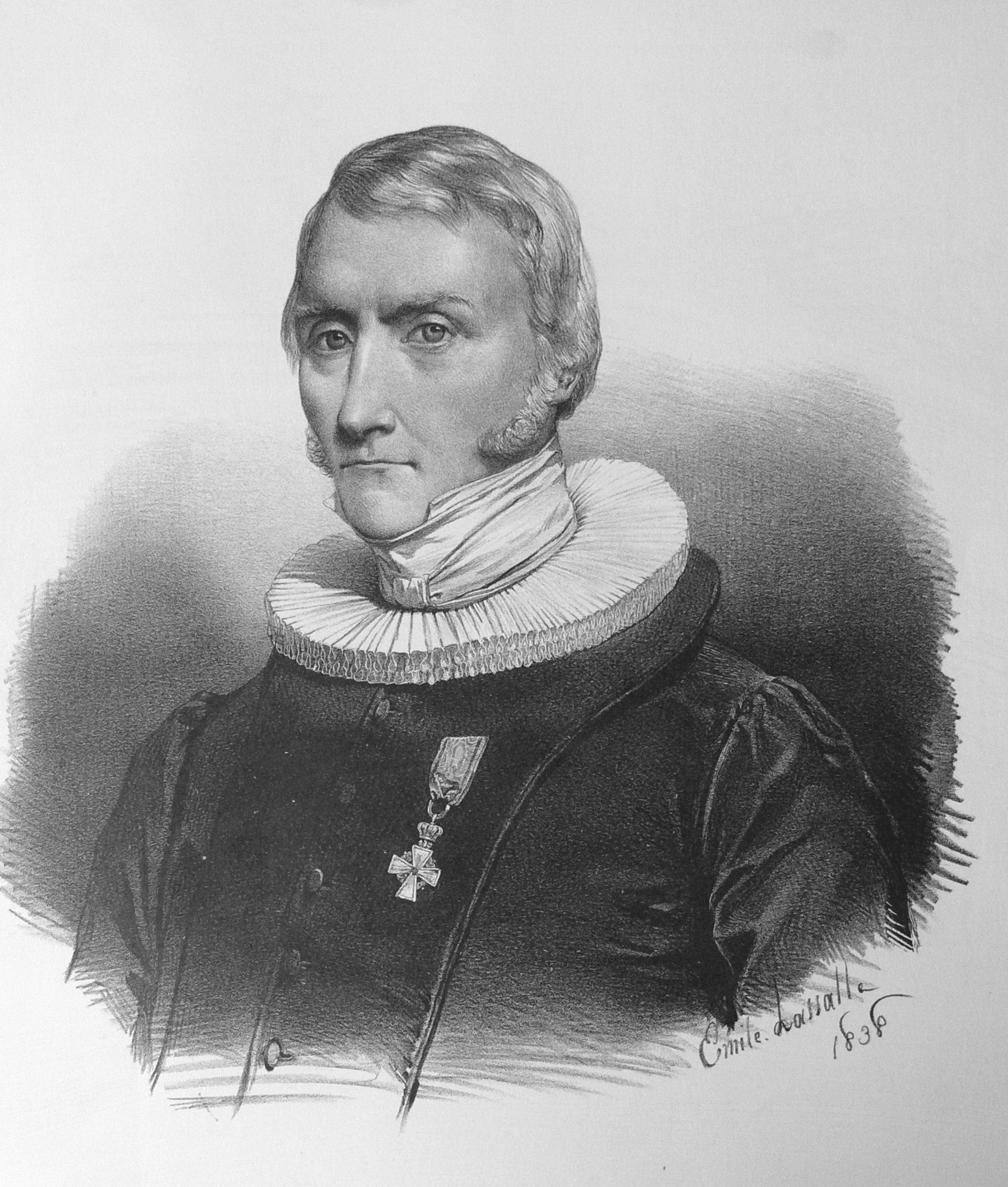
Steingrímur Jónsson, Vescovo d'Islanda dal 1824 al 1845

Il vescovo d'Islanda (in islandese Biskup Íslands) è il primate della Chiesa nazionale d'Islanda.

## Cronotassi dei vescovi
- Geir Vídalín † (1801-1823)
- Steingrímur Jónsson † (1824-1845)
- Helgi G. Thordersen † (1846-1866)
- Pétur Pétursson † (1866-1889)
- Hallgrímur Sveinsson † (1889-1908)
- Þórhallur Bjarnason † (1908-1916)
- Jón Helgason † (1917-1939)
- Sigurgeir Sigurðsson † (1939-1953)
- Ásmundur Guðmundsson † (1953-1959)
- Sigurbjörn Einarsson † (1959-1981)
- Pétur Sigurgeirsson † (1981-1989)
- Ólafur Skúlason † (1989-1997)
- Karl Sigurbjörnsson † (1998-2012)
- Agnes M. Sigurðardóttir (2012-2024)
- Guðrún Karls Helgudóttir (dal 2024)